# Articolul 200
Articolul 200 a fost o secțiune controversată a Codului Penal al României care incrimina relațiile homosexuale săvârșite în public sau care produceau "scandal public". În plus, interzicea promovarea activităților homosexuale. Articolul a fost modificat la 14 noiembrie 1996 sub Guvernul Văcăroiu și a fost abrogat de Guvernul Năstase la 22 iunie 2001. Articolul a fost ultima lege românească care discrimina pe baza orientării sexuale, fiind abrogată cu presiune din partea societății civile și a Consiliului Europei.

## Istoric
Homosexualitatea a ajuns subiect de dezbatere în Parlamentul României, pentru prima dată în istorie, în 1936. "Inversiune sexuală" a fost prima denumire dată de legea românească pentru relațiile intime între persoane de același sex. Articolul 431 din Codul Penal revizuit în 1936 incrimina "actele de inversiune sexuala savârșite între bărbați sau între femei, dacă provoacă scandal public cu închisoarea de la șase luni la doi ani". Termenul de "scandal public", considerat incert, a iscat dezbateri aprinse în Parlamentul României din 1936.

### Apariția articolului 200
Codul Penal din 1936 a fost revizuit în 1968 de Marea Adunare Națională a Republicii Socialiste România. Noua lege avea să lovească dur minoritățile sexuale, considerate de regimul ceaușist "infractori de drept împotriva persoanei".
În noul Cod Penal a apărut un capitol întreg referitor la "infracțiunile privitoare la viața sexuală". Trei noi infracțiuni, neexistente până atunci, au fost introduse în acest capitol: articolul 202 referitor la "corupția sexuală" a minorilor, articolul 201, urmărea fostul articol 431 din codul anterior, care pedepsea "săvârșirea actelor de perversiune sexuală care au produs scandal public" cu închisoarea de la unu la cinci ani și articolul 200, care avea să devină celebru. Ultimul viza homosexualii pe care Ceaușescu i-a dorit de la bun început stârpiți. Articolul 200 a fost prima lege românească prin care homosexualitatea a fost recunoscută în mod direct, însă în același timp interzisă cu desăvârșire.
Începând cu anul 1968, articolul 200 a devenit instrumentul de teroare și abuz pentru minoritățile sexuale din România. Mai mult de atât, articolul 200 a fost folositor regimului Ceaușescu prin aceea ca, începând cu anii 1970, a oferit o pârghie pentru întărirea controlului social. Orice persoană dubioasă, neloială statului, putea fi pusă sub incidența articolului 200 pentru a fi pedepsită de regim, chiar dacă persoana în cauză nici măcar nu era minoritate sexuală. Pentru Securitate, articolul 200 a fost un instrument de șantaj. Zeci de homosexuali ajunși în mâinile miliției erau obligați să devină turnători. Cei care refuzau sfârșeau închiși și abuzați în închisori.
După revoluția din 1989, articolul 200 a rămas în vigoare o perioadă, când au loc foarte multe abuzuri față de membri ai comunității gay.

## Conținut
1. Relațiile sexuale între persoane de același sex, săvârșite în public sau dacă au produs scandal public, se pedepsesc cu închisoare de la unu la 5 ani.
2. Fapta majorului de a avea relații sexuale cu un minor de același sex se pedepsește cu închisoare de la 2 la 7 ani și interzicerea unor drepturi.
3. Relațiile sexuale cu o persoană de același sex în imposibilitate de a se apăra ori de a-și exprima voința sau prin constrângere se pedepsesc cu închisoare de la 3 la 10 ani și interzicerea unor drepturi.
4. Dacă fapta prevăzută în alin. 2 și 3 are ca urmare vătămarea gravă a integrității corporale sau a sănătății, pedeapsa este închisoarea de la 5 la 15 ani și interzicerea unor drepturi, iar dacă are ca urmare moartea sau sinuciderea victimei, pedeapsa este închisoarea de la 15 la 25 de ani și interzicerea unor drepturi.
5. Îndemnarea sau ademenirea unei persoane în vederea practicării de relații sexuale între persoane de același sex, precum și propaganda ori asocierea sau orice alte acte de prozelitism săvârșite în același scop se pedepsesc cu închisoare de la unu la 5 ani.

## Abrogarea articolului 200
În 1996, ca urmare a presiunilor internaționale și a unor dezbateri intense, alineatul (1) al articolului 200 a fost amendat astfel încât să incrimineze actele homosexuale "săvârșite în public sau dacă au produs scandal public" cu închisoare de la unu la cinci ani. În același timp, la ultimul alineat au fost adăugate prevederi care pedepsesc nu numai "îndemnarea sau ademenirea unei persoane", ci și "propaganda ori asocierea sau orice alte acte de prozelitism săvârșite în același scop" cu închisoare pe același termen. 
Într-o decizie publicată cu doi ani înainte împotriva unei prevederi asemănătoare articolului 200 al Codului Penal român, Comitetul pentru drepturile omului din cadrul Organizației Națiunilor Unite susține că orientarea sexuală nu reprezintă o bază validă pentru limitarea discriminatorie a drepturilor specificate în Pactul Internațional asupra drepturilor civile și politice. Articolul 200 încălca această normă de drepturile omului stabilită de ONU prin aceea că pedepsește relații sexuale care nu sunt incriminate sau primesc o pedeapsă mai mică atunci când sunt comise de o persoană de sex opus.
Articolul 200 a fost într-un final abrogat în timpul guvernului PSD condus de Adrian Năstase, mai precis pe 22 iunie 2001, prin OUG nr. 89. Ordonanța a fost trimisă ambelor camere ale parlamentului spre aprobare. Camera Deputaților a aprobat ordonanța cu 122 de voturi "pentru", 63 "împotrivă" și 17 abțineri. Abrogarea articolului 200 a fost apoi aprobată de comisia juridică din Senatul pe 29 august, urmând ca pe 6 septembrie să fie aprobată de Senat versiunea modificată a Codului Penal. În timpul dezbaterii în Senat, un secretar de stat din Ministerul Justiției, Costache Ivanov, declara că articolul 200 este neconstituțional, încălcând articolul 26 din Constituția României care protejează viața privată. Mai mult, articolul 200 era în conflict cu OUG nr. 137/2000 privind prevenirea și sancționarea tuturor formelor de discriminare, inclusiv pe bază de orientare sexuală. Abrogarea articolului 200 a fost aprobată de Senat cu 83 de voturi "pentru", 32 "împotrivă" și 6 abțineri.
România era, la vremea respectivă, una din ultimele țări din Europa care pedepsea în Codul Penal relațiile sexuale consensuale între doi adulți (celelalte două țări fiind Macedonia și Bosnia). Florin Buhuceanu, membru al organizației ACCEPT, primul organism apărut în România în 1996 cu scopul de a apăra drepturile homosexualilor, susține că de vină pentru întârzierea abrogării articolului au fost nu doar prejudecățile, dar și politicienii.
Abrogarea articolului 200 a fost primită cu bucurie de organizațiile care militează pentru apărarea drepturilor LGBT și ale omului din România și din lume. Adrian Coman, pe atunci director executiv al ACCEPT, spunea într-un interviu după abrogarea articolului: "Astfel a fost eliminat un subiect delicat care apărea în toate agendele internaționale privind homosexualitatea. Din punct de vedere legislativ, România a ales să respecte demnitatea umană, punând capăt unei culturi a fricii și a umilinței pe care cetățenii ei de orientare homosexuală sau bisexuală au fost nevoiți să o trăiască". În plus, ILGA a salutat abrogarea articolului 200, catalogând-o drept un "pas major și istoric
în eliminarea completă a legilor care incriminează relațiile între persoane de același sex în Europa", dar și un pas major spre aderarea României la Uniunea Europeană.

### Reacții ale opozanților
Abrogarea articolului 200 a întâlnit și opoziție din partea partidelor conservatoare și a liderilor religioși.
Partidul România Mare, partid de extremă-dreaptă, de altfel și cea mai importantă formațiune politică aflată în opoziție în ambele camere ale parlamentului, s-a opus modificării Codului Penal, susținând că articolul era deja prea îngăduitor și distrugea mândria națională. Senatorul PRM
Aron Belascu a afirmat că "așa-zisa armonizare cu legislația europeană a fost o eroare fatală". Cel mai vehement opozant al abrogării articolului 200 a fost deputatul Dumitru Bălăieț, de la același partid, care a opinat că românii sunt un popor ortodox care nu poate accepta homosexualitatea. "Dacă se abrogă articolul 200, homosexualii vor ajunge să hălăduiască și pe străzi, nu numai în păduri", a susținut reprezentantul PRM.
PNȚCD s-a opus cu tărie abrogării articolului. Liderul partidului, Corneliu Coposu, a susținut că atitudinea creștină îl determină "să combate orice deviere de la legea naturii și de la principiile morale ale unei viitoare societăți echilibrate", în vreme ce deputatul Emil Popescu declara că "era de preferat incestul în schimbul homosexualității, întrucât cel puțin prima păstrează șansa procreării".
Organizații de extremă-dreaptă, cum ar fi Noua Dreaptă, au protestat în mod public față de abrogarea articolului.
Mai mult, majoritatea organizațiilor religioase, inclusiv Biserica Ortodoxă Română și Biserica Romano-Catolică din România, erau împotriva abrogării. Înainte de votul final, deputaților le-a parvenit o scrisoare din partea PF Teoctist, în care acesta exprima "mâhnirea și îngrijorarea" pe care o produce Bisericii Ortodoxe Române intenția de abrogare a articolului 200 privitor la "practicile contra firii". "Biserica respinge iubirea necurată, tirania patimilor egoiste și fără rod de viață", se spune în scrisoare, în care Teoctist îi roagă pe deputați să "reflecteze" asupra deciziei de abrogare a articolului 200.

## Efectele abrogării articolului 200

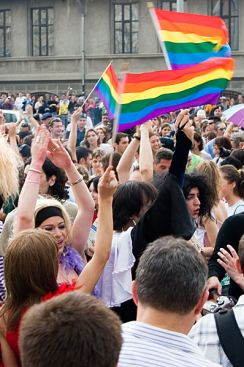
Prima paradă gay din România are loc la București în 2005.

Abrogarea articolului 200 a fost un pas important pentru drepturile persoanelor LGBT din România. Aceasta a dus la o mai mare vizibilitate și deschidere către cultura LGBT; numeroase cluburi gay s-au deschis în București, Cluj-Napoca, Timișoara și alte centre urbane mari după 2001, prima paradă gay este organizată în 2005, în cadrul GayFest (astăzi Bucharest Pride), iar Cluj-Napoca devine primul și singurul oraș din România care găzduiește anual un festival de film cu tematică LGBT (vezi Serile Filmului Gay). Atitudini mult mai deschise asupra homosexualității au stârnit discuții asupra legalizării căsătoriilor între persoane de același sex, susținute inclusiv de fostul președinte Traian Băsescu în timpul campaniei pentru alegerile prezidențiale din 2004. În ciuda tuturor acestor fapte, până în prezent în România nu sunt recunoscute nici căsătoriile gay, nici altă formă de parteneriat civil între persoane de același sex.

## Persoane condamnate sub articolul 200
- Ciprian Cucu și Marian Mutașcu[17][18]
- Crin Teodorescu[19]
- Dumitru (Trixy) Checais[20]
- Gabriel Popescu[19]
- Ion Negoițescu[21]
- Mariana Cetiner[22][23][24]